# 크레아틴
크레아틴(Creatine)은 질소를 포함한 유기산이다. 생체내에서 합성되며 척추동물 근육의 에너지 공급에 주요한 역할을 한다.

## 생합성
크레아틴은 인체 내에서 자연적으로 합성되며, 아르기닌, 글리신, 메티오닌 3종의 아미노산을 이용한다.

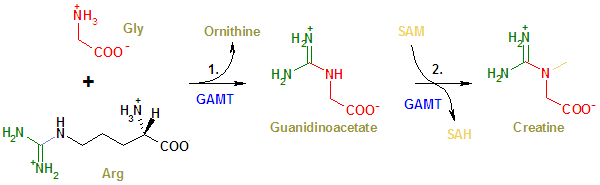
크레아틴의 생합성 경로

## 크레아틴-인산 시스템
인체 크레아틴의 95% 이상은 골격근에 저장되어 있는데, 크레아틴은 ATP에 의해 인산화된 상태로 저장될 수 있으며 크레아틴-인산은 ATP와 같은  고에너지 결합을 가진다. 저장된 크레아틴-인산은 근육이 에너지를 필요로 할 때 분해되어 인산기를 ADP로 전달, ATP를 생성하는 데 주요한 역할을 할 수 있다. 골격근의 운동에서 크레아틴-인산의 역할은 운동 초기 1분 정도까지이다.